# Airride
Als Airride-Fahrwerke werden im herkömmlichen Sprachgebrauch Luftfederungssysteme bezeichnet, die für einen nachträglichen, also nicht werksseitigen Einbau für Fahrzeugtuning, vor allem bei Sportwagen oder -bikes verwendet werden.
Häufig ist die Rede von einem „Airride“ als solches, ohne die weitere Bezeichnung „Fahrwerk“.

## Definition
Im Gegensatz zum konventionellen Begriff einer Luftfederung werden Airride-Fahrwerke (engl. air = Luft; to ride = fahren) von spezialisierten Firmen für die Nachrüstung von KFZ entwickelt, gefertigt und vertrieben. Die Palette der ausrüstbaren Serienfahrzeuge wächst dabei stetig. Somit können auch Fahrzeuge, für die ab Werk keine Luftfederung lieferbar ist, nachträglich damit ausgerüstet werden. Dies geschieht meist beim Fahrzeugtuning auf Grund der jederzeit möglichen stufenlosen Höhenverstellung aus dem Fahrzeuginneren (wahlweise per Fernbedienung). Der Komfortaspekt, der bei werksseitigen Luftfahrwerken die Hauptrolle spielt, gerät dabei in den Hintergrund.

## Sinn und Zweck

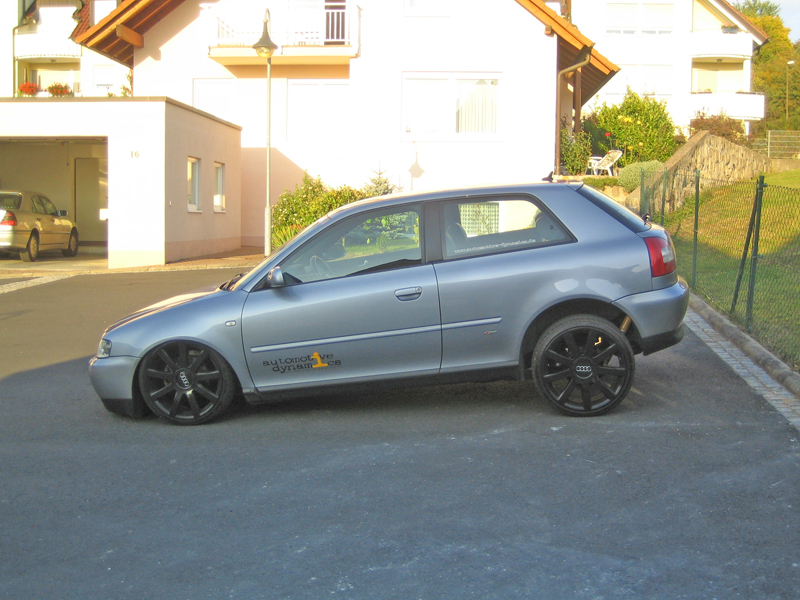
Audi A3 quattro '03 mit Airride (hier: Hinterachse ganz oben, Vorderachse luftlos)

Die fahrzeugspezifisch gefertigten pneumatischen Luftfahrwerke bestehen aus speziell abgestimmten Stoßdämpfern und einem Luftbalg, der die sonst übliche Stahlfeder ersetzt.
Die bei Fahrzeugen der Oberklasse eine wichtige Rolle spielenden Regelkreise waren anfangs nicht vorhanden. Im Vordergrund stand die Möglichkeit, das Fahrzeug stufenlos in der Höhe verstellen zu können. Der Verstellbereich konnte größer sein: über Serienhöhe hinaus, bis teilweise auf den anschlagpuffern abgelegt. Durch das so erzielte Aussehen und die Möglichkeit bei gewissen Situationen (zum Beispiel hohe Bordsteinkante an einer Einfahrt) eine Beschädigung des tiefergelegten Fahrzeuges zu vermeiden, finden Airride-Fahrwerke zunehmenden Anklang in der Fahrzeugtuningszene. Fahrzeuge mit Allradantrieb mit gleichzeitiger Straßenzulassung können durch den Airride die Karosserie höher stellen und unbefestigte Straßen fahren, ohne mit dem Fahrzeugboden oder den Spoilern auf dem Boden aufzusetzen oder Wasserläufe durchqueren, ohne dass der Fahrer nasse Füße bekommt.
Durch das steigende Interesse werden immer mehr regelnde Systeme mit aufwändigen Sensoren und Regelventilen angeboten.

## Aufbau und Funktion
Zum Betrieb sind zahlreiche Komponenten notwendig, die im Innenraum (teilweise auch im Motorraum) des Fahrzeugs untergebracht werden müssen. Zur Erzeugung des Luftdrucks werden Kompressoren, Lufttanks, Magnetventile und Luftschläuche eingebaut. Zur Erhaltung des Kofferraums in Hinblick auf die Alltagstauglichkeit werden diese Komponenten häufig in die Reserveradmulde ähnlich wie Gas-Tanks von auf Flüssiggasbetrieb umgerüsteten Benzin-Fahrzeugen eingebaut.
Die eigentliche Höhenverstellung geschieht an den Federbeinen und Luftbälgen selbst. Je nach Ausführung des Serienfahrwerks werden die serienmäßigen Schraubenfedern durch Luftbälge ersetzt. Außerdem werden speziell auf das Fahrzeug und die Luftbälge abgestimmte Stoßdämpfer verwendet. Die Stoßdämpfer entsprechen bei den Basismodellen eines Airrides in der Funktion konventionellen Sportstoßdämpfern. Aufwendigere Varianten haben zudem elektronisch verstellbare Dämpferhärte.
Die Luftbälge blasen sich bei Druckbeaufschlagung auf und heben somit das Fahrzeug an und senken es bei Minderung des Luftdrucks (durch Ablassen in die Atmosphäre) ab.
Die Steuerung der Luftströme geschieht per Schalter im Innenraum über Magnetventile, die die Luft aus dem Lufttank in die entsprechenden Luftbälge verteilen. Zum Absenken des Fahrzeugs wird die im Balg befindliche Luft (Überdruck) beim Öffnen der Ablassventile durch Druckausgleich (nicht Eigengewicht des Fahrzeuges) in die Umgebung abgeblasen. Dabei entsteht das für Airride-Fahrzeuge typische Ablassgeräusch.
Die vor den Magnetventilen im Lufttank befindliche Luft wird durch einen elektrischen Kompressor erzeugt, der Luft aus der Umgebung ansaugt und in den Tank hinein verdichtet. Damit zur Betätigung der Höhenverstellung immer genügend Druck(-luft) vorhanden ist, schaltet sich der Kompressor bei Unterschreiten eines Mindestdrucks im Lufttank automatisch ein. Bei Erlangen eines eingestellten Maximaldrucks schaltet er sich automatisch wieder aus.
Wie bereits erwähnt, werden zur Ansteuerung gängige Magnet-Wegeventile verwendet. Diese können als 5/3- (mit zwei Blindstopfen werden diese zu 3/3-Wegeventilen) oder als 2/2-Wegeventile ausgeführt sein.
Verwendung von 5/3-Wegeventilen:
Diese vereinigen die Steuerung zum Auf- und Ablassen in einem Ventil.
Die drei Schaltstellungen:
- alle Leitungen abgesperrt
- Luftzufuhr vom Tank in den Luftbalg
- Luftabfuhr vom Balg in die Umgebung

Für die achsweise Steuerung werden somit für Vorder- und Hinterachse jeweils ein 5/3-Wegeventil benötigt. Die zwei nicht benötigten Anschlüsse werden mit Blindstopfen luftdicht verschlossen.
Verwendung von 2/2-Wegeventilen:
Diese sind weniger komplex und daher günstiger austauschbar als die 5/3-Wegeventile. Allerdings werden doppelt so viele 2/2-Ventile benötigt wie für die Ansteuerung mit 5/3-Ventilen.
Die 2/2-Wegeventile erfüllen jeweils nur zwei Schaltstellungen:
- Alle Leitungen abgesperrt
- Luftzufuhr vom Tank in den Luftbalg oder Luftabfuhr in die Umgebung

Es werden also für Auf- und Ablassen einer Achse zwei 2/2-Wegeventile benötigt (eines für das Höherlegen, eines für das Tieferlegen). Insgesamt sind für die achsweise Steuerung vier 2/2-Wegeventile notwendig.
Zur Ansteuerung jedes einzelnen Luftbalges wird die doppelte Anzahl der Ventile benötigt, bei 5/3-Wegeventilen also vier und bei 2/2 Wegeventilen acht Stück.
Diese sogenannte Einzelradansteuerung ist jedoch nur für Showzwecke erlaubt und nicht in der StVZO, da ein etwaiger ungünstiger Luftverlust die Lenk- und Beherrschbarkeit des Fahrzeuges bei der Fahrt durch die enorme Achsverschränkung erheblich beeinträchtigen kann. Aus fahrdynamischer Sicht verhindert die Einzelradansteuerung jedoch, dass bei Kurvenfahrt die Luft des kurvenäußeren Balges in den kurveninneren gedrückt wird. Die jeweiligen Bälge sind voneinander getrennt und es entsteht eine deutlich geringere Wankbewegung.

## Richtlinien und Gesetzeslage gemäß der StVZO
In Bezug auf die Eintragung des Systems in den Fahrzeugschein gibt es bereits für viele Fahrzeugmodelle TÜV-Gutachten, mit welchem das legale Führen eines Airride-Fahrzeuges auf öffentlichen Straßen möglich ist. Dabei sind zusätzliche Auflagen zu berücksichtigen:
- Das System muss über eine optische oder akustische Warneinrichtung verfügen, der bei Unterschreiten eines vorhereingestellten Drucks ertönt
- Bei komplett druckfreiem System muss die Freigängigkeit der Räder und das gefahrlose Bewegen des Fahrzeugs gegeben sein
- Eine Verstellung der Fahrzeughöhe darf nur im Stand möglich sein. Eine entsprechende Verbindung zur Zündung oder Handbremse des Fahrzeugs sollte also existieren
- Der Einbau muss durch eine Fachwerkstatt erfolgen
- Wie bei anderen Sportfahrwerken muss die allgemeine Freigängigkeit der Räder für ein ungehindertes Fahren gewährleistet sein

## Situation in Österreich
2015 konnte Christian Müller von der Firma Lowrider in Zusammenarbeit mit Rechtsexperten, Kfz-Technikern und der Hilfe des TÜV-Österreich die erste legale Eintragung eines Luftfahrwerks erreichen. Was früher nur für Sonderfahrzeuge wie etwa Krankentransporter oder Spezialfahrzeuge der Polizei galt kann nun in jeden Fahrzeugtyp vom Oldtimer bis hin zum Sportwagen eingebaut und genehmigt werden. Grundsätzlich ist die Regelung in Österreich der Regelung in Deutschland sehr ähnlich. Fahrwerke, die vom Händler mit Gutachten – (z. B. TA Technix) ausgeliefert werden, können seit Anfang 2015 in Österreich typisiert werden. Mit erheblichem Mehraufwand können auch Fahrwerke diverser anderer Hersteller – z. B. AIR LIFT, AIR FORCE usw. – eingetragen werden.
Hierfür muss ein Gutachten eines Ziviltechnikers erstellt werden. Dieser muss die verwendeten Komponenten mithilfe von Datenblättern und technischen Informationen der Hersteller abnehmen. Dabei sind zusätzliche Auflagen zu berücksichtigen:
- Grundsätzlich gelten dieselben Regeln wie bei der Eintragung von anderen Sportfahrwerken. (Rad/Reifen Kombination, 8 cm bzw. 11 cm Bodenfreiheit im Fahrbetrieb, Abstände zu benachbarten Teilen)
- Die tiefste legale Stellung ist der Notlauf. Dieser ist abhängig von Rad, Reifen, Anbauteilen usw. Das Fahrzeug muss im Notlauf (0 Bar) bis 50 km/h voll fahr- und lenkbar bleiben.
- Eine Verstellung der Fahrzeughöhe darf nur im Stand – zumeist in Verbindung mit angezogener Handbremse – möglich sein. Die Höhenverstellung darf nur achsweise erfolgen (Vorder- und Hinterachse getrennt). Das einzelne Ansteuern von Rädern ist nicht gestattet.
- Das System muss über eine Warnlampe und/oder einen Warnsummer verfügen, der bei Unter- und Überschreiten des im Gutachten vorgegebenen Drucks ertönt und nicht abschaltbar ist.
- Sobald das Fahrzeug auf öffentlichen Straßen zum Stillstand kommt, darf es in drucklosem Zustand (0 Bar) abgestellt werden.
- Die Fahrhöhe kann auf 11 cm fix, oder 8 cm bei voller Achslast typisiert werden. Dazu wird der Balgdruck in der jeweiligen Fahrhöhe festgelegt und die dazugehörigen Maße (Radmitte – Radhauskante bzw. Fahrbahn Radhauskante) im Typenschein eingetragen. Der zulässige Höchst- und Mindestdruck ist in manchen Fällen durch einen Aufkleber im Fahrzeug kenntlich zu machen.

## Situation in den USA
In den Vereinigten Staaten sind derartige Systeme sehr bekannt. In Europa werden pneumatische Airride-Systeme oft mit hydraulischen Systemen verwechselt. Während in den USA beide Systeme sehr verbreitet sind, ist dies in Europa und speziell in Deutschland vor allem bei den pneumatischen Airride-Systemen der Fall. Dies hat den Grund, dass die hydraulischen, so genannten „Lowrider“-Fahrwerke, die mit Öldruck, Ölpumpen und Hydraulikzylinder arbeiten, in Deutschland nicht für den öffentlichen Straßenverkehr zugelassen sind. Für Showzwecke, Messen und ähnliche Zwecke gibt es jedoch einige Firmen, die Fahrzeuge damit ausstatten.